# Saisons funestes
Saisons funestes (titre originel : Bleak Seasons) est le titre du septième volet du Cycle de la Compagnie noire, premier tome des Livres de la pierre scintillante (suivant Rêves d'acier, dernier livre du sous-cycle des Livres du Sud), cette œuvre paraît en 1996 dans sa première édition anglaise. La maison d'édition L'Atalante publie ce récit en 2003 en France. 
Cette œuvre a été traduite de l'américain au français par Alain Robert.

## Résumé
Relatée par et essentiellement articulée autour de Murgen, le porte-étendard de la compagnie, ce tome se centre sur le siège de Dejagore, dans laquelle la Compagnie noire est prise au piège. L'histoire se déroule en parallèle du livre de Madame (Rêves d'acier). Assiégés par Tisse-Ombre, la Compagnie se divise entre partisans de la vieille équipe et partisans de Mogaba le Nar, qui s'avère en réalité être un adorateur de Kina. Durant le siège, la compagnie rencontre les Nyueng Bao, un peuple de pêcheurs venus d'un marais qui sont pris au piège par le siège de la ville. Les deux troupes décident de s'allier. Murgen épouse Sarie, petite-fille du porte parole des Nyueng Bao, et se retrouve affublé d'un beau-frère taciturne, Tai Dei, ainsi que de l'oncle Doj et de sa belle-mère Ky Gota. 
Le récit articule en réalité plusieurs temporalités, Murgen étant frappé par un sortilège temporel (probablement lancé par Volesprit) qui l'amène à revivre plusieurs époques : le siège de Dejagore, puis le retour à Taglios et la traque de la Fille de la Nuit, l'enfant de Madame et de Toubib volée par le culte des Félons. A la fin du tome, les différentes époques se rejoignent lorsqu'une attaque nocturne des Félons coûte la vie à Sarie, l'épouse Nyueng Bao de Murgen. 